# حسين خليفة
حسين خليفة هو جراحٌ ومعجميٌّ مصري، كان قد لعب دورًا بارزًا في تعريب الطب، كما عمل رئيسًا لقسم الجراحة في مستشفى منشية البكري. حصل على وسام العلوم والفنون من الطبقة الأولى عام 1981، وذلك لجهوده في «تأسيس دراسة الطب باللغة العربيَّة».

## مؤلفاته
نشر حسين خليفة عددًا من المؤلفات، ومنها:
- تعريب كتاب «Cunningham's Manual of Practical Anatomy» لمؤلفه دانيال جون كننجهام، تحت اسم «التشريح العملي لكننجهام»، وكان آنذاك يُدرس في السنتين الأولى والثانية بكليات الطب. نشر الجزء الأول عام 1961 والثاني عام 1962 والثالث عام 1965 عن مكتبة النهضة المصريَّة.
- «قاموس خليفة الطبي (إنجليزي-عربي)» (بالإنجليزية: Khalifa's medical dictionary)‏، والذي صدر عن الهيئة المصرية العامة للكتاب عام 1977.[2]
- «قاموس خليفة التشريحي (إنجليزي-عربي)» (بالإنجليزية: Khalifa's anatomical dictionary)‏، والذي صدر عن الهيئة المصرية العامة للكتاب.